# الأرناؤوطي (عزبة)
عزبة الأرناؤوطي، عزبة تابعة لقرية شابة، التابعة لمركز دسوق، التابع لمحافظة كفر الشيخ في جمهورية مصر العربية.